# Charles Geerts
Charles Geerts (Anversa, 29 ottobre 1930 – 31 gennaio 2015) è stato un calciatore belga, di ruolo portiere.